# ダクハ県
ダクハ県（ダクハけん、ベトナム語：Huyện Đắk Hà?）は、ベトナム社会主義共和国コントゥム省の県。面積は844.47km²、人口は37,090人（2019年）である。

## 行政区画
1市鎮10社から構成される。